# Grądy (Rybno)
Grądy (deutsch Grondy, 1942 bis 1945 Grondisch) ist ein Dorf in der polnischen Woiwodschaft Ermland-Masuren. Es gehört zur Gmina Rybno (Landgemeinde Rybno, 1942 bis 1945 Rübenau, Kr. Neumark (Westrpr.)) im Powiat Działdowski (Kreis Soldau).

## Geographische Lage
Grądy liegt im Südwesten der Woiwodschaft Ermland-Masuren innerhalb eines Naturschutzgebiets im Norden des Welski Park Krajobrazowy („Landschaftspark Welle“). Bis zur einstigen Kreishauptstadt Neumark (Westpreußen) (polnisch Nowe Miasto Lubawskie) des Kreises Löbau (Westpreußen) sind es 20 Kilometer in nordwestlicher Richtung, während die heutige Kreisstadt Działdowo (deutsch Soldau i. Ostpr.) 25 Kilometer in südöstlicher Richtung entfernt liegt.

## Geschichte
Das kleine Dorf Grondy wurde 1874 in den neu errichteten Amtsbezirk Kosten (polnisch Kostkowo) im westpreußischen Kreis Löbau eingegliedert. Die Zahl der Dorfbewohner belief sich im Jahre 1910 auf 147.
In dem Gebiet gelegen, das gemäß Versailler Vertrag von 1919 an Polen abgetreten werden musste, wurde Grondy am 10. Januar 1920 polnisch und erhielt die veränderte Ortsbezeichnis „Grądy“. Das Dorf wurde Teil der neu gebildeten polnischen Landgemeinde Rybno, die am 26. Oktober 1939 zum Deutschen Reich kam und 1940 in den umbenannten Kreis Neumark (Westpreußen) eingegliedert wurde. Der Dorfname wurde am 25. Juni 1942 in „Grondisch“ verändert.
Diese Veränderungen währten jedoch nicht lange. Im Jahre 1945 kam die gesamte Region mit dem südlichen Ostpreußen in erneuter Kriegsfolge zu Polen. Die Dorfbezeichnung wechselte wieder in „Grądy“. Heute ist der Ort Teil der Gmina Rybno (Landgemeinde Rybno, 1942 bis 1945 Rübenau, Kr. Neumark (Westpr.)) im Powiat Działdowski (Kreis Soldau), bis 1998 der Woiwodschaft Ciechanów, seither der Woiwodschaft Ermland-Masuren zugehörig. Die Zahl der Einwohner Grądys belief sich 2011 auf 103.

## Kirche
Grondy resp. Grondisch bzw. Grądy war vor 1945 in die evangelische Kirche Löbau in der Kirchenprovinz Westpreußen der Kirche der Altpreußischen Union bzw. – nach 1920 – in der Diözese Działdowo (Soldau) der Unierten Evangelischen Kirche in Polen, außerdem in die römisch-katholische Kirche Zwiniarz (deutsch  Zwinniarz, 1942 bis 1945 Schweinichen) eingepfarrt.
Heute gehört Grądy katholischerseits zur Pfarrei Kiełpiny (Kielpin, 1942 bis 1945 Kölpen) im Dekanat Lidzbark Welski (Lautenburg) in der Region Brodnica (Strasburg) im Bistum Toruń (Thorn). Die evangelischen Einwohner sind zur Pfarrei der Erlöserkirche Działdowo ausgerichtet, die mit der – Grądy näher gelegenen – Jesuskirche Lidzbark (Lautenburg) eine Filialkirche unterhält. Die Pfarrei gehört zur Diözese Masuren der Evangelisch-Augsburgischen Kirche in Polen.

## Verkehr
Grądy liegt am Ende einer unbedeutenden Nebenstraße, die von Kostkowo (Kosten) nach hier führt. Ein Bahnanschluss besteht nicht.